# Утюжок

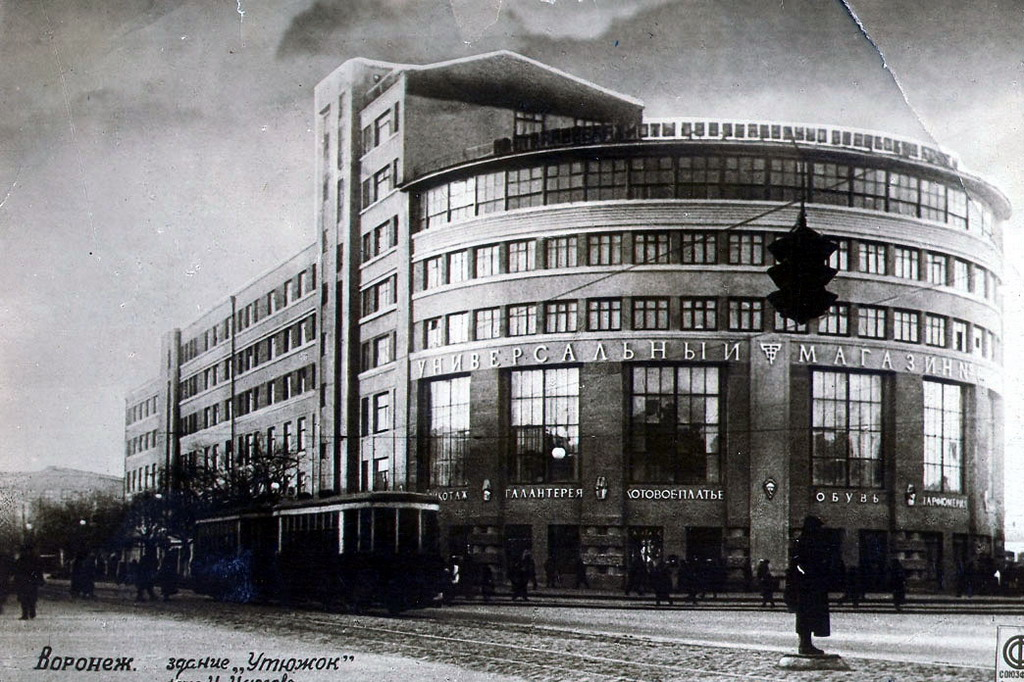
Утюжок в стиле конструктивизма. 1933 год

Утюжок — административное здание в Воронеже, расположенное по адресу: проспект Революции, 58.
На месте Утюжка располагались одно-двухэтажные строения, которые образовывали некое подобие гигантского утюга, врезавшегося в пространство Никитинской площади. В 1927 году городской коммунальный отдел принял решение о сносе этих домов и принял постановление о возведении там большого, хорошо остеклённого здания, на первом этаже которого должны были находиться торговые помещения, а выше — жилые квартиры.
Проекты предложили архитекторы А. И. Попов-Шаман и Н. В. Троицкий. В результате конкурса победу одержал Попов-Шаман, который и выполнил окончательный проект в 1929—1930 годах. Угловая часть решена в виде мощного полуцилиндра радиусом 18 м. Из-за множества окон и узких импостов между ними фасад имел ярко выраженное горизонтальное членение стен, лишённых каких-либо декоративных элементов. Только стены первого этажа частично облицевали грубо колотым камнем. Со стороны проспекта Революции здание имело башню с узкими вертикальными окнами. Несмотря на сверхиндустриальный вид строения, все работы при строительстве выполнялись вручную, и к тому же, ударными темпами. Котлован был вырыт всего за две недели, а строительство было завершено к 1934 году.
Во время Великой Отечественной войны Утюжок сильно пострадал. Он выгорел дотла после одной из бомбёжек немецко-фашистской авиации. В ходе послевоенного восстановления под руководством архитектора В. С. Левицкого здание подверглось коренной реконструкции, а его фасады приобрели неоклассические элементы.
Ныне в здании размещаются торговые помещения, государственные учреждения и частные предприятия.